# Institut français de Saint-Pétersbourg
L'Institut français de Saint-Pétersbourg (en russe, Французский институт в Санкт-Петербурге) est un établissement culturel français fondé en 1911 par Paul Doumer, sous la tutelle de l'Ambassade de France en Russie. 
Cet Institut dispense des cours de langue française depuis 2005 et diffuse la culture française à Saint-Pétersbourg et dans le Nord-Ouest de la Russie (Kaliningrad, Mourmansk, Arkhangelsk, Pskov, Petrozavodsk, Vologda…).

## Historique
L’institut est notamment créé par Paul Doumer. Louis Réau, historien d'art, en est le premier directeur.
Devenu Institut français de Petrograd puis Institut français de Léningrad, l’établissement interrompt la plupart de ses activités dans les années 1920 et il est officiellement fermé dans les années 1950.
En 1992, après la fin de l’URSS, il rouvre ses portes sur la base d’un accord entre les gouvernements français et russe. Il est ainsi le premier centre culturel occidental à s’installer dans la ville qui venait de retrouver son nom d’origine.
Après quinze ans passés à la Capella, l'Institut s’installe au 12, perspective Nevski, sur les lieux mêmes de la naissance, en 1885, du réalisateur, comédien et metteur en scène Sacha Guitry (filleul de l'empereur Alexandre III).
Depuis 2012, il constitue une antenne de l'Institut français de Russie.

## Directeurs

Logo de l'Institut français de Saint-Pétersbourg de 1992 à 2012

Son directeur est depuis 2015 Alain Hélou, homme de théâtre. Il a été précédé par :
- Michel Grange (2011-2015)
- Edward de Lumley (2008-2011)
- Héléna Perroud (2005-2008)

- Jacques Martel (2004-2005)

- Bertrand de Hartingh (2001-2003)
- Christian Faure (1997-2001)[3]
- Olivier Guillaume (1994-1997)[3]
- Michel Tarran (1992-1994)[3]
- Jules Patouillet (1913-1919), spécialiste de l'œuvre d'Ostrovski
- Louis Réau (1911-1913)